# Parafia Najświętszej Marii Panny Królowej Polski w Hłuboczku
Parafia Najświętszej Marii Panny Królowej Polski w Hłuboczku – historyczna rzymskokatolicka parafia znajdująca się w diecezji łuckiej w dekanacie ostrogskim. Kościół parafialny znajdował się w Hłuboczku w gminie Hoszcza, pow. rówieński, woj. wołyńskie. W Michałowcach Milatynie znajdowała się kaplica drewniana z XVII w..
Poza Hłuboczkiem do parafii należały:
- w gminie Hoszcza:
  - Borszczówka, Duliby, Góra, Kurozwany, Majków, Paszuki, Rusywel, Symonów i Żawrów
- w gminie Sijańce:
  - Sijańce, Baranówka, Boczanica, Bucharów, Chrenów, Kuraż, Marianówka, Michałowce Milatyn, Moszczenica, Sadki, Tesów, Wołoskowce i Zawizów

## Historia
Parafię erygował biskup łucki Adolf Szelążek w 1928. Kościół w Hłuboczku był murowany. W 1938 parafia liczyła 1140 wiernych. Kościół parafialny został spalony przez Ukraińców w 1943, a proboszcz ks. Dominik Milewski zbiegł (zginął wówczas jego ojciec Joachim oraz gospodyni). Po II wojnie światowej parafia znalazła się w granicach ZSRR i przestała funkcjonować.